# ميليسا أصلي باموق
ميليسا أصلي باموق (بالتركية: Melisa Aslı Pamuk)‏ هي ممثلة وعارضة أزياء هولندية تركية ولدت في يوم 14 أبريل 1991 في مدينة هارلم في هولندا، فازت بمسابقة ملكة جمال تركيا لسنة 2011، بعد أن تسلمت اللقب من غيزيم ميميتش ملكة جمال تركيا لسنة 2010، مثلت ميليسا في عدة مسلسلات وأفلام تركية، هي تتقن عدة لغات وهي الإنجليزية والتركية والهولندية والألمانية وقليلاً من الفرنسية.

## روابط خارجية
- ميليسا أصلي باموق على موقع IMDb (الإنجليزية)
- ميليسا أصلي باموق على موقع روتن توميتوز (الإنجليزية)
- ميليسا أصلي باموق على موقع قاعدة بيانات الأفلام العربية
- ميليسا أصلي باموق على موقع قاعدة بيانات الفيلم (الإنجليزية)
- ميليسا أصلي باموق على موقع كينوبويسك (الروسية)